# Mahō shōjo Lyrical Nanoha ViVid
Mahō Shōjo Lyrical Nanoha ViVid (魔法少女リリカルなのはViVid?, Mahō Shōjo Ririkaru Nanoha ViVid) è una serie manga ispirata a Mahō shōjo Lyrical Nanoha. Si svolge subito dopo gli eventi di Mahō shōjo Lyrical Nanoha StrikerS e segue uno dei suoi personaggi, Vivio Takamachi. Magical Girl Lyrical Nanoha ViVid è serializzato sulla rivista Comp Ace col numero pubblicato dal 26 maggio 2009 fino al 26 ottobre 2017. A dicembre 2017, Kadokawa Shoten ha raccolto i 102 capitoli pubblicati in venti volumi. Un adattamento anime, prodotto da A-1 Pictures, è stato trasmesso in Giappone tra il 3 aprile e il 19 giugno 2015. Un altro anime, intitolato ViVid Strike! e prodotto da Seven Arcs Pictures, è andato in onda dal 1º ottobre al 17 dicembre 2016.

## Trama
Ambientata quattro anni dopo StrikerS, la Sesta Divisione Mobile è stata smantellata e Nanoha Takamachi ha preso un congedo per allevare sua figlia adottiva, Vivio Takamachi. Dopo aver raggiunto la quarta classe delle scuole primarie, Vivio viene finalmente dotata di un dispositivo proprio, che le dà la forma della modalità Sankt Kaiser. Successivamente Vivio incontra una ragazza di nome Einhart Stratos che, proprio come lei, è la discendente di un governatore dell'era Sankt Kaiser, e vuole dimostrare di essere la più forte. Insieme, Vivio, Einhart ed i loro amici parteciperanno ad un torneo di arti marziali per provare chi fra loro è il più forte.